# Дзехліно
Дзехліно (пол. Dziechlino, нім. Ober Lischnitz) — село в Польщі, у гміні Нова Весь-Лемборська Лемборського повіту Поморського воєводства.
Населення — 119 осіб (2011).
У 1975-1998 роках село належало до Слупського воєводства.

## Демографія
Демографічна структура станом на 31 березня 2011 року:
|          | Загалом | Допрацездатний вік | Працездатний вік | Постпрацездатний вік |
| -------- | ------- | ------------------ | ---------------- | -------------------- |
| Чоловіки | 50      | 9                  | 35               | 6                    |
| Жінки    | 69      | 24                 | 32               | 13                   |
| Разом    | 119     | 33                 | 67               | 19                   |